# Supercoppa Italiana 2016 (pallamano maschile)
La Supercoppa italiana 2016 è stata la 10ª edizione del torneo di pallamano riservato alle squadre vincitrici, l'anno precedente, la Serie A e la Coppa Italia.
Nella stagione 2015-2016 la Junior Fasano vinse sia il campionato che la Coppa Italia, quindi la seconda finalista fu il Bolzano, finalista in Coppa.
Esso è organizzato dalla FIGH, la federazione italiana di pallamano.

## Squadre qualificate
| Squadre       | Qualificazione               | Partecipazioni precedenti (il grassetto indica la vittoria) |
| ------------- | ---------------------------- | ----------------------------------------------------------- |
| Junior Fasano | Vincitore del campionato     | 3 (2008, 2012, 2014)                                        |
| Bozen         | Finalista della Coppa Italia | 2 (2012, 2015)                                              |

## Finale
| Campione d'Italia | Finalista Coppa Italia | Risultato                    |
| ----------------- | ---------------------- | ---------------------------- |
| Junior Fasano     | Bozen                  | Fasano (BR), 7 dicembre 2016 |
| Junior Fasano     | Bozen                  | 26 - 25                      |

| Arbitri: | Iaconello |

|                                                          |           |                                                    |
| Alves Leal 11 De Santis 5 Maione 4 D'Antino 3 Radovčić 3 | Marcatori | Turković 9 Gaeta 7 Dapiran 4 Sonnerer 1 Kammerer 1 |